# Австралія на зимових Олімпійських іграх 2022
Австралія взяла участь у зимових Олімпійських іграх 2022 року, що тривали з 4 до 20 лютого 2022 року в Пекіні (Китай).
Збірна Австралії складалася з 43-х спортсменів (21 чоловік і 22 жінки), що змагалися в 10-ти видах спорту. Це на сім спортсменів менше, ніж було 2018 року. Брендан Керрі і Лора Піл несли прапор своєї країни на церемонії відкриття. А нести прапор на церемонії закриття доручили фристайлістові Семі Кеннеді-Сіму.

## Медалісти
Список австралійських спортсменів, що на Іграх здобули медалі.
| Медаль | Ім'я             | Вид спорту  | Дисципліна         | Дата      |
| ------ | ---------------- | ----------- | ------------------ | --------- |
| Золото | Джакара Ентоні   | Фристайл    | Могул (жінки)      | 6 лютого  |
| Срібло | Скотт Джеймс     | Сноубординг | Хафпайп (чоловіки) | 11 лютого |
| Срібло | Жаклін Нарракотт | Скелетон    | Жінки              | 12 лютого |
| Бронза | Тесс Коуді       | Сноубординг | Слоупстайл (жінки) | 6 лютого  |

## Спортсмени
Кількість спортсменів, що взяли участь в Іграх, за видами спорту.
| Вид спорту          | Чоловіки | Жінки | Загалом |
| ------------------- | -------- | ----- | ------- |
| Гірськолижний спорт | 1        | 2     | 3       |
| Бобслей             | 0        | 2     | 2       |
| Лижні перегони      | 4        | 2     | 6       |
| Керлінг             | 1        | 1     | 2       |
| Фігурне катання     | 1        | 1     | 2       |
| Фристайл            | 4        | 9     | 13      |
| Санний спорт        | 1        | 0     | 1       |
| Шорт-трек           | 1        | 0     | 1       |
| Скелетон            | 1        | 1     | 2       |
| Сноубординг         | 7        | 4     | 11      |
| Загалом             | 21       | 22    | 43      |

## Гірськолижний спорт
Від Австралії на Ігри кваліфікувалися один гірськолижник і дві гірськолижниці.
| Спортсмен        | Дисципліна                    | 1-й спуск | 1-й спуск | 2-й спуск   | 2-й спуск   | Сума        | Сума        |
| Спортсмен        | Дисципліна                    | Час       | Місце     | Час         | Місце       | Час         | Місце       |
| ---------------- | ----------------------------- | --------- | --------- | ----------- | ----------- | ----------- | ----------- |
| Луїс Мулен-Шулте | Гігантський слалом (чоловіки) | 1:08.44   | 32        | 1:10.01     | 21          | 2:18.48     | 23          |
| Луїс Мулен-Шулте | Слалом (чоловіки)             | НФ        | НФ        | Не потрапив | Не потрапив | Не потрапив | Не потрапив |
| Грета Смолл      | Швидкісний спуск (жінки)      | Н/Д       | Н/Д       | Н/Д         | Н/Д         | 1:36.53     | 26          |
| Грета Смолл      | Супергігант (жінки)           | Н/Д       | Н/Д       | Н/Д         | Н/Д         | 1:16.97     | 31          |
| Грета Смолл      | Комбінація (жінки)            | 1:34.38   | 18        | 1:00.17     | 13          | 2:34.55     | 13          |
| Кетрін Паркер    | Слалом (жінки)                | НФ        | НФ        | НФ          | НФ          | НФ          | НФ          |

## Бобслей
| Спортсмен                  | Дисципліна      | 1-й заїзд | 1-й заїзд | 2-й заїзд | 2-й заїзд | 3-й заїзд | 3-й заїзд | 4-й заїзд | 4-й заїзд | Сума    | Сума  |
| Спортсмен                  | Дисципліна      | Час       | Місце     | Час       | Місце     | Час       | Місце     | Час       | Місце     | Час     | Місце |
| -------------------------- | --------------- | --------- | --------- | --------- | --------- | --------- | --------- | --------- | --------- | ------- | ----- |
| Брі Вокер                  | Монобоб (жінки) | 1:05.55   | 10        | 1:05.54   | 6         | 1:05.16   | 2         | 1:05.21   | 2         | 4:21.46 | 5     |
| Кіара Реддінґіус Брі Вокер | Двійки (жінки)  | 1:01.98   | 15        | 1:02.11   | 11        | 1:02.04   | 11        | 1:02.51   | 20        | 4:08.64 | 16    |

## Лижні перегони
Від Австралії на Ігри кваліфікувалися три лижники і дві лижниці. А ще країна одержала одне додаткове квотне місце для чоловіка під час перерозподілу квот.
Через погані погодні умови дистанції перегонів на 50 км вільним стилем, що відбулися 19 лютого, скоротили до 30 км.
Дистанційні перегони
Чоловіки
| Спортсмен        | Дисципліна                        | Класичний стиль | Класичний стиль | Вільний стиль | Вільний стиль | Загалом   | Загалом |
| Спортсмен        | Дисципліна                        | Час             | Місце           | Час           | Місце         | Час       | Місце   |
| ---------------- | --------------------------------- | --------------- | --------------- | ------------- | ------------- | --------- | ------- |
| Філліп Беллінгем | 15 км класичним стилем (чоловіки) | Н/Д             | Н/Д             | Н/Д           | Н/Д           | 44:46.8   | 75      |
| Севе де Кампо    | 15 км класичним стилем (чоловіки) | Н/Д             | Н/Д             | Н/Д           | Н/Д           | 44:21.2   | 72      |
| Г'юґо Гінкфасс   | 15 км класичним стилем (чоловіки) | Н/Д             | Н/Д             | Н/Д           | Н/Д           | 46:05.9   | 81      |
| Ларс Янґ Вік     | 15 км класичним стилем (чоловіки) | Н/Д             | Н/Д             | Н/Д           | Н/Д           | 44:50.6   | 76      |
| Філліп Беллінгем | 30 км скіатлон (чоловіки)         | КОЛО            | КОЛО            | КОЛО          | КОЛО          | КОЛО      | 65      |
| Севе де Кампо    | 30 км скіатлон (чоловіки)         | 47:05.7         | 63              | КОЛО          | КОЛО          | КОЛО      | 61      |
| Філліп Беллінгем | 50 км вільним стилем (чоловіки)   | Н/Д             | Н/Д             | Н/Д           | Н/Д           | 1:23:03.8 | 53      |
| Севе де Кампо    | 50 км вільним стилем (чоловіки)   | Н/Д             | Н/Д             | Н/Д           | Н/Д           | 1:21:02.5 | 51      |

Жінки
| Спортсменка   | Дисципліна                     | Класичний стиль | Класичний стиль | Вільний стиль | Вільний стиль | Загалом   | Загалом |
| Спортсменка   | Дисципліна                     | Час             | Місце           | Час           | Місце         | Час       | Місце   |
| ------------- | ------------------------------ | --------------- | --------------- | ------------- | ------------- | --------- | ------- |
| Кейсі Райт    | 10 км класичним стилем (жінки) | Н/Д             | Н/Д             | Н/Д           | Н/Д           | 33:31.1   | 67      |
| Джессіка Їтон | 10 км класичним стилем (жінки) | Н/Д             | Н/Д             | Н/Д           | Н/Д           | 31:54.6   | 51      |
| Джессіка Їтон | 15 км скіатлон (жінки)         | 25:08.1         | 42              | 22:58.9       | 19            | 48:54.0   | 31      |
| Кейсі Райт    | 30 км вільним стилем (жінки)   | Н/Д             | Н/Д             | Н/Д           | Н/Д           | 1:44:19.9 | 56      |
| Джессіка Їтон | 30 км вільним стилем (жінки)   | Н/Д             | Н/Д             | Н/Д           | Н/Д           | 1:37:06.1 | 43      |

Спринт
Чоловіки
| Спортсмен                      | Дисципліна                  | Кваліфікація | Кваліфікація | Чвертьфінал | Чвертьфінал | Півфінал    | Півфінал    | Фінал       | Фінал       |
| Спортсмен                      | Дисципліна                  | Час          | Місце        | Час         | Місце       | Час         | Місце       | Час         | Місце       |
| ------------------------------ | --------------------------- | ------------ | ------------ | ----------- | ----------- | ----------- | ----------- | ----------- | ----------- |
| Філліп Беллінгем               | Спринт (чоловіки)           | 3:01.57      | 50           | Не потрапив | Не потрапив | Не потрапив | Не потрапив | Не потрапив | Не потрапив |
| Севе де Кампо                  | Спринт (чоловіки)           | 3:04.81      | 63           | Не потрапив | Не потрапив | Не потрапив | Не потрапив | Не потрапив | Не потрапив |
| Г'юґо Гінкфасс                 | Спринт (чоловіки)           | 3:04.44      | 61           | Не потрапив | Не потрапив | Не потрапив | Не потрапив | Не потрапив | Не потрапив |
| Ларс Янґ Вік                   | Спринт (чоловіки)           | 3:02.52      | 55           | Не потрапив | Не потрапив | Не потрапив | Не потрапив | Не потрапив | Не потрапив |
| Філліп Беллінгем Севе де Кампо | Командний спринт (чоловіки) | Н/Д          | Н/Д          | Н/Д         | Н/Д         | 21:17.35    | 11          | Не потрапив | Не потрапив |

Жінки
| Спортсменка              | Дисципліна               | Кваліфікація | Кваліфікація | Чвертьфінал  | Чвертьфінал  | Півфінал     | Півфінал     | Фінал        | Фінал        |
| Спортсменка              | Дисципліна               | Час          | Місце        | Час          | Місце        | Час          | Місце        | Час          | Місце        |
| ------------------------ | ------------------------ | ------------ | ------------ | ------------ | ------------ | ------------ | ------------ | ------------ | ------------ |
| Кейсі Райт               | Спринт (жінки)           | 3:39.22      | 65           | Не потрапила | Не потрапила | Не потрапила | Не потрапила | Не потрапила | Не потрапила |
| Джессіка Їтон            | Спринт (жінки)           | 3:32.85      | 52           | Не потрапила | Не потрапила | Не потрапила | Не потрапила | Не потрапила | Не потрапила |
| Кейсі Райт Джессіка Їтон | Командний спринт (жінки) | Н/Д          | Н/Д          | Н/Д          | Н/Д          | 25:13.4      | 8            | Не потрапила | Не потрапила |

## Керлінг
Збірна Австралії з керлінгу складалася з двох спортсменів (по одному кожної статі), що змагалися в турнірі змішаних пар. Це був дебют країни в цьому виді спорту на зимових Олімпійських іграх.
Підсумок
| Збірна               | Дисципліна          | Коловий турнір   | Коловий турнір    | Коловий турнір    | Коловий турнір     | Коловий турнір              | Коловий турнір        | Коловий турнір     | Коловий турнір        | Коловий турнір      | Коловий турнір | Півфінал         | Фінал / БМ       | Фінал / БМ  |
| Збірна               | Дисципліна          | Суперник Рахунок | Суперник Рахунок  | Суперник Рахунок  | Суперник Рахунок   | Суперник Рахунок            | Суперник Рахунок      | Суперник Рахунок   | Суперник Рахунок      | Суперник Рахунок    | Місце          | Суперник Рахунок | Суперник Рахунок | Місце       |
| -------------------- | ------------------- | ---------------- | ----------------- | ----------------- | ------------------ | --------------------------- | --------------------- | ------------------ | --------------------- | ------------------- | -------------- | ---------------- | ---------------- | ----------- |
| Талі Ґілл Дін Г'юїтт | Турнір змішаних пар | США (USA) L 5–6  | Китай (CHN) L 5–6 | Чехія (CZE) L 2–8 | Швеція (SWE) L 6–7 | Велика Британія (GBR) L 8–9 | Норвегія (NOR) L 4–10 | Італія (ITA) L 3–7 | Швейцарія (SUI) W 9–6 | Канада (CAN) W 10–8 | 10             | Не потрапив      | Не потрапив      | Не потрапив |

### Турнір змішаних пар
Австралійська змішана пара (по спортсмену кожної статі) кваліфікувалася на Ігри завдяки тому, що посіла одне з перших двох місць на Олімпійських кваліфікаційних змаганнях 2021 року.
Підсумкове положення в коловому турнірі.
| Легенда | Легенда             |
| ------- | ------------------- |
|         | Потрапили до плейоф |

| Країна          | Спортсмени                            | В | П | В–П | КЗ | КП | ВЕ | ПЕ | ОЕ | ВЕ | ККД | DSC   |
| --------------- | ------------------------------------- | - | - | --- | -- | -- | -- | -- | -- | -- | --- | ----- |
| Італія          | Стефанія Константіні / Амос Мозанер   | 9 | 0 | –   | 79 | 48 | 43 | 28 | 0  | 17 | 79% | 25.34 |
| Норвегія        | Крістін Скаслієн / Магнус Недреготтен | 6 | 3 | 1–0 | 68 | 50 | 40 | 28 | 0  | 15 | 82% | 24.48 |
| Велика Британія | Дженніфер Доддс / Брюс Моует          | 6 | 3 | 0–1 | 60 | 50 | 38 | 33 | 0  | 12 | 79% | 22.48 |
| Швеція          | Альміда де Валь / Оскар Ерікссон      | 5 | 4 | 1–0 | 55 | 54 | 35 | 33 | 0  | 10 | 76% | 21.77 |
| Канада          | Рейчел Гомен / Джон Морріс            | 5 | 4 | 0–1 | 57 | 54 | 33 | 39 | 0  | 8  | 78% | 53.73 |
| Чехія           | Зузана Паулова / Томаш Паул           | 4 | 5 | –   | 50 | 65 | 29 | 39 | 1  | 7  | 75% | 33.41 |
| Швейцарія       | Женні Перре / Мартін Ріос             | 3 | 6 | 1–0 | 55 | 58 | 32 | 39 | 0  | 6  | 73% | 39.04 |
| США             | Вікі Персінджер / Кріс Плайс          | 3 | 6 | 0–1 | 50 | 67 | 34 | 36 | 0  | 9  | 74% | 27.29 |
| Китай           | Фань Суюань / Лін Чжи                 | 2 | 7 | 1–0 | 51 | 64 | 34 | 36 | 0  | 7  | 74% | 17.81 |
| Австралія       | Талі Ґілл / Дін Г'юїтт                | 2 | 7 | 0–1 | 52 | 67 | 31 | 38 | 1  | 8  | 72% | 50.51 |

Коловий турнір
Австралія пропускала 3-тю, 9-ту, 10-ту і 13-ту сесії.
| Майданчик B               | 1 | 2 | 3 | 4 | 5 | 6 | 7 | 8 | Загалом |
| Австралія (Ґілл / Г'юїтт) | 1 | 0 | 1 | 0 | 0 | 3 | 0 | 0 | 5       |
| США (Персінджер / Плайс)  | 0 | 1 | 0 | 1 | 1 | 0 | 2 | 1 | 6       |

| Майданчик A               | 1 | 2 | 3 | 4 | 5 | 6 | 7 | 8 | Загалом |
| Австралія (Ґілл / Г'юїтт) | 0 | 1 | 0 | 0 | 0 | 3 | 0 | 1 | 5       |
| Китай (Фань / Лін)        | 1 | 0 | 2 | 0 | 1 | 0 | 2 | 0 | 6       |

| Майданчик D               | 1 | 2 | 3 | 4 | 5 | 6 | 7 | 8 | Загалом |
| Чехія (Паулова / Паул)    | 1 | 3 | 1 | 0 | 1 | 0 | 2 | X | 8       |
| Австралія (Ґілл / Г'юїтт) | 0 | 0 | 0 | 1 | 0 | 1 | 0 | X | 2       |

| Майданчик B                 | 1 | 2 | 3 | 4 | 5 | 6 | 7 | 8 | Загалом |
| Швеція (де Валь / Ерікссон) | 1 | 0 | 1 | 1 | 1 | 0 | 3 | 0 | 7       |
| Австралія (Ґілл / Г'юїтт)   | 0 | 1 | 0 | 0 | 0 | 3 | 0 | 2 | 6       |

| Майданчик C                     | 1 | 2 | 3 | 4 | 5 | 6 | 7 | 8 | 9 | Загалом |
| Велика Британія (Доддс / Моует) | 2 | 1 | 0 | 3 | 0 | 0 | 2 | 0 | 1 | 9       |
| Австралія (Ґілл / Г'юїтт)       | 0 | 0 | 1 | 0 | 3 | 2 | 0 | 2 | 0 | 8       |

| Майданчик C                       | 1 | 2 | 3 | 4 | 5 | 6 | 7 | 8 | Загалом |
| Австралія (Ґілл / Г'юїтт)         | 0 | 0 | 1 | 0 | 3 | 0 | X | X | 4       |
| Норвегія (Скаслієн / Недреґоттен) | 4 | 2 | 0 | 1 | 0 | 3 | X | X | 10      |

| Майданчик D                    | 1 | 2 | 3 | 4 | 5 | 6 | 7 | 8 | Загалом |
| Австралія (Ґілл / Г'юїтт)      | 1 | 0 | 0 | 1 | 0 | 1 | 0 | X | 3       |
| Італія (Константіні / Мозанер) | 0 | 2 | 1 | 0 | 1 | 0 | 3 | X | 7       |

| Майданчик B               | 1 | 2 | 3 | 4 | 5 | 6 | 7 | 8 | Загалом |
| Австралія (Ґілл / Г'юїтт) | 2 | 1 | 0 | 0 | 0 | 3 | 2 | 1 | 9       |
| Швейцарія (Перре / Ріос)  | 0 | 0 | 1 | 3 | 2 | 0 | 0 | 0 | 6       |

| Майданчик A               | 1 | 2 | 3 | 4 | 5 | 6 | 7 | 8 | 9 | Загалом |
| Канада (Гомен / Морріс)   | 0 | 0 | 0 | 0 | 4 | 0 | 3 | 1 | 0 | 8       |
| Австралія (Ґілл / Г'юїтт) | 3 | 2 | 1 | 1 | 0 | 1 | 0 | 0 | 2 | 10      |

## Фігурне катання
На cS Nebelhorn Trophy 2021 Австралія здобула по одному квотному місцю в чоловічому та жіночому одиночному катанні.
| Спортсмен     | Дисципліна                   | КП    | КП    | ДП          | ДП          | Загалом     | Загалом     |
| Спортсмен     | Дисципліна                   | Бали  | Місце | Бали        | Місце       | Бали        | Місце       |
| ------------- | ---------------------------- | ----- | ----- | ----------- | ----------- | ----------- | ----------- |
| Брендан Керрі | Одиночні змагання (чоловіки) | 84.79 | 17 Q  | 160.01      | 16          | 244.80      | 17          |
| Кайлані Крейн | Одиночні змагання (жінки)    | 49.93 | 29    | Не потрапив | Не потрапив | Не потрапив | Не потрапив |

## Фристайл
Акробатика
| Спортсмен     | Дисципліна         | Кваліфікація | Кваліфікація | Кваліфікація   | Кваліфікація   | Фінал        | Фінал        | Фінал        | Фінал       |
| Спортсмен     | Дисципліна         | 1-й стрибок  | 1-й стрибок  | 2-й стрибок    | 2-й стрибок    | 1-й стрибок  | 1-й стрибок  | 2-й стрибок  | 2-й стрибок |
| Спортсмен     | Дисципліна         | Бали         | Місце        | Бали           | Місце          | Бали         | Місце        | Бали         | Місце       |
| ------------- | ------------------ | ------------ | ------------ | -------------- | -------------- | ------------ | ------------ | ------------ | ----------- |
| Ґабі Еш       | Акробатика (жінки) | 77.17        | 17           | 80.04          | 8              | Не потрапила | Не потрапила | Не потрапила | 14          |
| Лора Піл      | Акробатика (жінки) | 104.54       | 1 Q          | не брав участі | не брав участі | 100.02       | 4 Q          | 78.56        | 5           |
| Даніель Скотт | Акробатика (жінки) | 96.23        | 4 Q          | не брав участі | не брав участі | 71.23        | 10           | Не потрапила | 10          |

Фріскі
| Спортсменка  | Дисципліна         | Кваліфікація | Кваліфікація | Кваліфікація | Кваліфікація | Фінал        | Фінал        | Фінал        | Фінал        | Фінал        |
| Спортсменка  | Дисципліна         | 1-ша спроба  | 2-га спроба  | Краща        | Місце        | 1-ша спроба  | 2-га спроба  | 3-тя спроба  | Найкраща     | Місце        |
| ------------ | ------------------ | ------------ | ------------ | ------------ | ------------ | ------------ | ------------ | ------------ | ------------ | ------------ |
| Ебі Гарріґан | Слоупстайл (жінки) | 16.10        | 26.31        | 26.31        | 26           | Не потрапила | Не потрапила | Не потрапила | Не потрапила | Не потрапила |

Могул
Чоловіки
| Спортсмен      | Дисципліна       | Кваліфікація | Кваліфікація | Кваліфікація | Кваліфікація | Кваліфікація | Кваліфікація | Кваліфікація | Кваліфікація | Фінал       | Фінал       | Фінал       | Фінал       | Фінал       | Фінал       | Фінал       | Фінал       | Фінал       | Фінал       | Фінал       | Фінал       |
| Спортсмен      | Дисципліна       | 1-й спуск    | 1-й спуск    | 1-й спуск    | 1-й спуск    | 2-й спуск    | 2-й спуск    | 2-й спуск    | 2-й спуск    | 1-й спуск   | 1-й спуск   | 1-й спуск   | 1-й спуск   | 2-й спуск   | 2-й спуск   | 2-й спуск   | 2-й спуск   | 3-й спуск   | 3-й спуск   | 3-й спуск   | 3-й спуск   |
| Спортсмен      | Дисципліна       | Час          | Бали         | Загалом      | Місце        | Час          | Бали         | Загалом      | Місце        | Час         | Бали        | Загалом     | Місце       | Час         | Бали        | Загалом     | Місце       | Час         | Бали        | Загалом     | Місце       |
| -------------- | ---------------- | ------------ | ------------ | ------------ | ------------ | ------------ | ------------ | ------------ | ------------ | ----------- | ----------- | ----------- | ----------- | ----------- | ----------- | ----------- | ----------- | ----------- | ----------- | ----------- | ----------- |
| Метт Грем      | Могул (чоловіки) | НФ           | НФ           | НФ           | НФ           | 23.97        | 48.74        | 65.13        | 19           | Не потрапив | Не потрапив | Не потрапив | Не потрапив | Не потрапив | Не потрапив | Не потрапив | Не потрапив | Не потрапив | Не потрапив | Не потрапив | Не потрапив |
| Джеймс Матесон | Могул (чоловіки) | 26.10        | 58.28        | 71.86        | 20           | 25.76        | 59.17        | 73.20        | 14           | Не потрапив | Не потрапив | Не потрапив | Не потрапив | Не потрапив | Не потрапив | Не потрапив | Не потрапив | Не потрапив | Не потрапив | Не потрапив | Не потрапив |
| Броді Саммерс  | Могул (чоловіки) | 24.46        | 59.92        | 75.66        | 11           | 24.71        | 62.72        | 77.93        | 2 Q          | 24.40       | 60.13       | 76.15       | 12 Q        | 24.47       | 59.27       | 75.00       | 10          | Не потрапив | Не потрапив | Не потрапив | Не потрапив |
| Купер Вудс     | Могул (чоловіки) | 26.45        | 61.53        | 74.65        | 14           | 24.01        | 60.40        | 76.74        | 4 Q          | 24.19       | 61.48       | 77.58       | 7 Q         | 25.02       | 62.21       | 77.22       | 5 Q         | 25.01       | 63.86       | 78.88       | 6           |

Могул
Жінки
| Спортсмен      | Дисципліна    | Кваліфікація | Кваліфікація | Кваліфікація | Кваліфікація | Кваліфікація   | Кваліфікація   | Кваліфікація   | Кваліфікація   | Фінал        | Фінал        | Фінал        | Фінал        | Фінал        | Фінал        | Фінал        | Фінал        | Фінал        | Фінал        | Фінал        | Фінал        |
| Спортсмен      | Дисципліна    | 1-й спуск    | 1-й спуск    | 1-й спуск    | 1-й спуск    | 2-й спуск      | 2-й спуск      | 2-й спуск      | 2-й спуск      | 1-й спуск    | 1-й спуск    | 1-й спуск    | 1-й спуск    | 2-й спуск    | 2-й спуск    | 2-й спуск    | 2-й спуск    | 3-й спуск    | 3-й спуск    | 3-й спуск    | 3-й спуск    |
| Спортсмен      | Дисципліна    | Час          | Бали         | Загалом      | Місце        | Час            | Бали           | Загалом        | Місце          | Час          | Бали         | Загалом      | Місце        | Час          | Бали         | Загалом      | Місце        | Час          | Бали         | Загалом      | Місце        |
| -------------- | ------------- | ------------ | ------------ | ------------ | ------------ | -------------- | -------------- | -------------- | -------------- | ------------ | ------------ | ------------ | ------------ | ------------ | ------------ | ------------ | ------------ | ------------ | ------------ | ------------ | ------------ |
| Джакара Ентоні | Могул (жінки) | 27.96        | 67.26        | 83.75        | 1 Q          | не брав участі | не брав участі | не брав участі | не брав участі | 27.70        | 65.13        | 81.91        | 1 Q          | 27.82        | 64.64        | 81.29        | 1 Q          | 27.63        | 66.43        | 83.09        | 1            |
| Софі Еш        | Могул (жінки) | 30.39        | 55.61        | 69.36        | 13           | 30.12          | 58.14          | 72.20          | 3 Q            | 30.57        | 56.92        | 70.47        | 16           | Не потрапила | Не потрапила | Не потрапила | Не потрапила | Не потрапила | Не потрапила | Не потрапила | Не потрапила |
| Бріттені Кокс  | Могул (жінки) | 29.86        | 57.91        | 72.26        | 9 Q          | не брав участі | не брав участі | не брав участі | не брав участі | 30.04        | 58.89        | 73.04        | 14           | Не потрапила | Не потрапила | Не потрапила | Не потрапила | Не потрапила | Не потрапила | Не потрапила | Не потрапила |
| Тайла О'Нілл   | Могул (жінки) | НФ           | НФ           | НФ           | НФ           | НС             | НС             | НС             | НС             | Не потрапила | Не потрапила | Не потрапила | Не потрапила | Не потрапила | Не потрапила | Не потрапила | Не потрапила | Не потрапила | Не потрапила | Не потрапила | Не потрапила |

Скікрос
| Спортсмен        | Дисципліна      | № Посіву | № Посіву | 1/8 фіналу | Чвертьфінал | Півфінал | Фінал | Фінал |
| Спортсмен        | Дисципліна      | Час      | Місце    | Місце      | Місце       | Місце    | Місце | Місце |
| ---------------- | --------------- | -------- | -------- | ---------- | ----------- | -------- | ----- | ----- |
| Семі Кеннеді-Сім | Скікрос (жінки) | 1:19.14  | 11       | 1 Q        | 1 Q         | 4 FB     | 4     | 8     |

Легенда кваліфікації: Q - Кваліфікувався до наступного раунду; FA - Кваліфікувався до медального фіналу; FB - Кваліфікувався до втішного фіналу

## Санний спорт
Завдяки результатам у Кубку світу 2021–2022 від Австралії на Ігри кваліфікувався один санкар.
| Спортсмен           | Дисципліна                | 1-й заїзд | 1-й заїзд | 2-й заїзд | 2-й заїзд | 3-й заїзд | 3-й заїзд | 4-й заїзд | 4-й заїзд | Сума     | Сума  |
| Спортсмен           | Дисципліна                | Час       | Місце     | Час       | Місце     | Час       | Місце     | Час       | Місце     | Час      | Місце |
| ------------------- | ------------------------- | --------- | --------- | --------- | --------- | --------- | --------- | --------- | --------- | -------- | ----- |
| Александер Ферлаццо | Одномісні сани (чоловіки) | 58.216    | 19        | 58.994    | 24        | 58.122    | 16        | 57.887    | 12        | 3:53.219 | 16    |

## Шорт-трек
Від Австралії на Ігри кваліфікувався один шорт-трекіст. У січні 2022 року оголошено, що представником країни стане Брендан Корі.
| Спортсмен    | Дисципліна | Попередній заїзд | Попередній заїзд | Чвертьфінал | Чвертьфінал | Півфінал    | Півфінал    | Фінал       | Фінал |
| Спортсмен    | Дисципліна | Час              | Місце            | Час         | Місце       | Час         | Місце       | Час         | Місце |
| ------------ | ---------- | ---------------- | ---------------- | ----------- | ----------- | ----------- | ----------- | ----------- | ----- |
| Брендан Корі | 500 м      | 41.097           | 3                | Не потрапив | Не потрапив | Не потрапив | Не потрапив | Не потрапив | 21    |
| Брендан Корі | 1000 м     | 1:23.908         | 2 Q              | ДСК         | ДСК         | Не потрапив | Не потрапив | Не потрапив | 15    |

## Скелетон
| Спортсмен        | Дисципліна | 1-й заїзд | 1-й заїзд | 2-й заїзд | 2-й заїзд | 3-й заїзд | 3-й заїзд | 4-й заїзд   | 4-й заїзд   | Сума    | Сума  |
| Спортсмен        | Дисципліна | Час       | Місце     | Час       | Місце     | Час       | Місце     | Час         | Місце       | Час     | Місце |
| ---------------- | ---------- | --------- | --------- | --------- | --------- | --------- | --------- | ----------- | ----------- | ------- | ----- |
| Нік Тіммінґс     | Чоловіки   | 1:03.76   | 25        | 1:02.83   | 24        | 1:01.78   | 20        | Не потрапив | Не потрапив | 3:08.37 | 25    |
| Жаклін Нарракотт | Жінки      | 1:02.05   | 2         | 1:02.29   | 3         | 1:01.79   | 3         | 1:02.11     | 4           | 4:08.24 | 2     |

## Сноубординг
Фристайл
| Спортсмен        | Дисципліна            | Кваліфікація | Кваліфікація | Кваліфікація | Кваліфікація | Кваліфікація | Фінал        | Фінал        | Фінал        | Фінал        | Фінал        |
| Спортсмен        | Дисципліна            | 1-ша спроба  | 2-га спроба  | 3-тя спроба  | Найкраща     | Місце        | 1-ша спроба  | 2-га спроба  | 3-тя спроба  | Найкраща     | Місце        |
| ---------------- | --------------------- | ------------ | ------------ | ------------ | ------------ | ------------ | ------------ | ------------ | ------------ | ------------ | ------------ |
| Метью Кокс       | Біг-ейр (чоловіки)    | 56.25        | 19.00        | 13.75        | 70.00        | 28           | Не потрапив  | Не потрапив  | Не потрапив  | Не потрапив  | Не потрапив  |
| Метью Кокс       | Слоупстайл (чоловіки) | 34.46        | 39.98        | Н/Д          | 39.98        | 26           | Не потрапив  | Не потрапив  | Не потрапив  | Не потрапив  | Не потрапив  |
| Валентіно Ґуселі | Хафпайп (чоловіки)    | 31.75        | 85.75        | Н/Д          | 85.75        | 5 Q          | 75.75        | 79.75        | 79.75        | 79.75        | 6            |
| Скотт Джеймс     | Хафпайп (чоловіки)    | 88.25        | 91.25        | 91.25        | 2 Q          | 16.50        | 92.50        | 47.75        | 92.50        | 2            |              |
| Емілі Артур      | Хафпайп (жінки)       | 62.50        | 19.75        | Н/Д          | 62.50        | 14           | Не потрапила | Не потрапила | Не потрапила | Не потрапила | Не потрапила |
| Тесс Коуді       | Біг-ейр (жінки)       | 74.00        | 54.75        | 62.25        | 136.25       | 7 Q          | 85.00        | 29.75        | 8.50         | 114.75       | 9            |
| Тесс Коуді       | Слоупстайл (жінки)    | 55.98        | 71.13        | Н/Д          | 71.13        | 8 Q          | 82.68        | 55.98        | 84.15        | 84.15        | 3            |

Сноубордкрос
| Спортсмен                     | Дисципліна      | № Посіву | № Посіву | 1/8 фіналу   | Чвертьфінал  | Півфінал     | Фінал        | Фінал        |             |
| Спортсмен                     | Дисципліна      | Час      | Місце    | Місце        | Місце        | Місце        | Місце        | Місце        |             |
| ----------------------------- | --------------- | -------- | -------- | ------------ | ------------ | ------------ | ------------ | ------------ | ----------- |
| Кем Болтон                    | Чоловіки        | 1:17.92  | 8        | 1 Q          | 4            | Не потрапив  | Не потрапив  | Не потрапив  | Не потрапив |
| Адам Діксон                   | Чоловіки        | 1:18.56  | 15       | 3            | Не потрапив  | Не потрапив  | Не потрапив  | Не потрапив  |             |
| Джаррид Х'юз                  | Чоловіки        | 1:20.48  | 28       | 4            | Не потрапив  | Не потрапив  | Не потрапив  | Не потрапив  |             |
| Адам Ламберт                  | Чоловіки        | 1:17.56  | 17       | 3            | Не потрапив  | Не потрапив  | Не потрапив  | Не потрапив  |             |
| Джозі Бафф                    | Жінки           | 1:25.11  | 14       | 3            | Не потрапила | Не потрапила | Не потрапила | Не потрапила |             |
| Белль Брокгофф                | Жінки           | 1:24.72  | 18       | 2 Q          | 2 Q          | 2 FA         | 4            | 4            |             |
| Кемерон Болтон Белль Брокгофф | Змішані команди | Н/Д      | 3        | Не потрапили | Не потрапили | =9           |              |              |             |
| Адам Ламберт Джозі Бафф       | Змішані команди | Н/Д      | 4        | Не потрапили | Не потрапили | =13          |              |              |             |

Легенда кваліфікації: Q - Кваліфікувався до наступного раунду; FA - Кваліфікувався до медального фіналу